# Fischtor (Arnstadt)

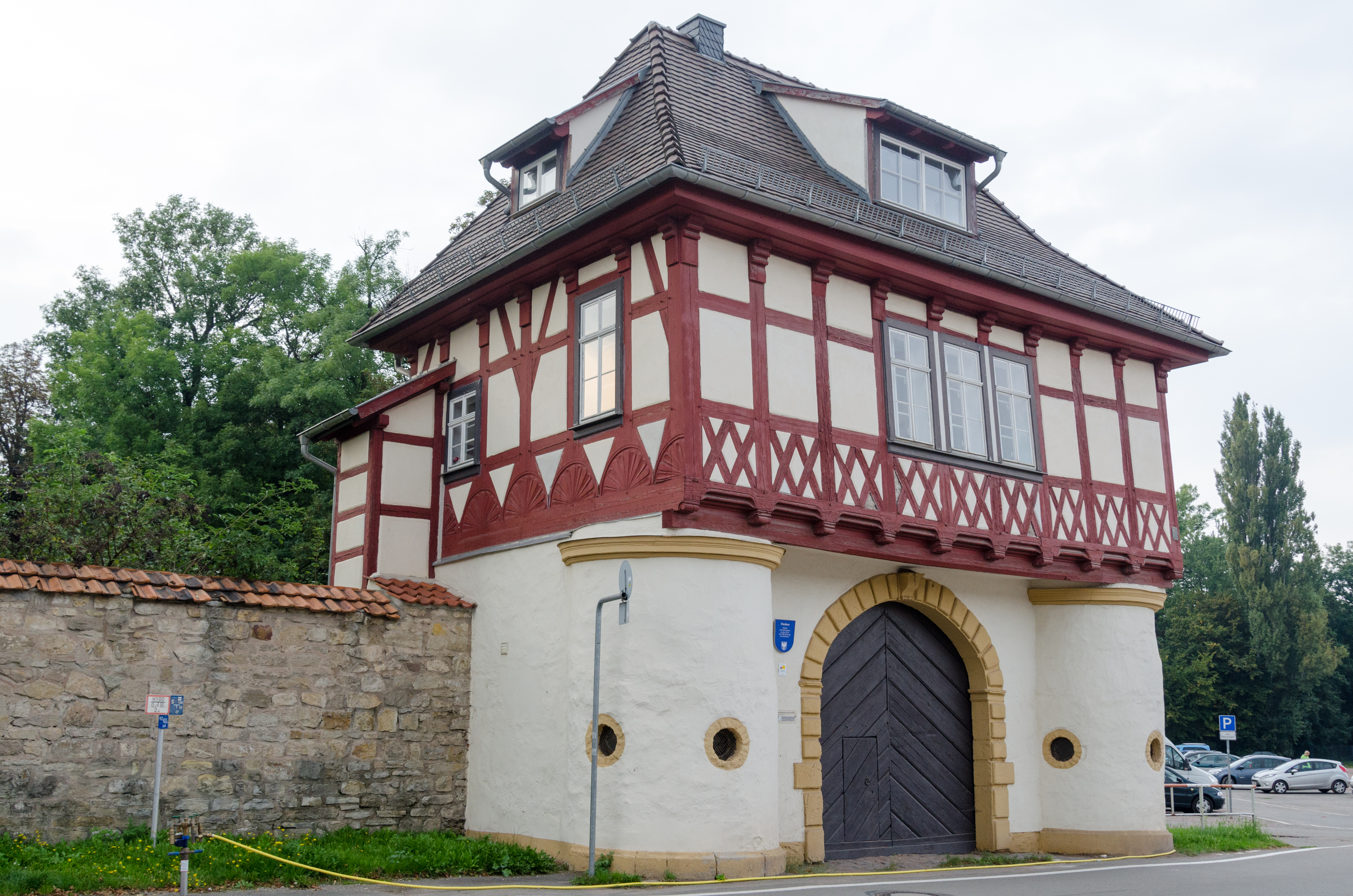
Fischtor Arnstadt (2014)

Das Fischtor ist ein Baudenkmal in Arnstadt in Thüringen.
Am Schloss Neideck wurde im 16. Jahrhundert ein Schlossgarten angelegt, dessen östliche Gartenmauer in Teilen erhalten ist. Zu dieser Gartenmauer gehört ein wuchtiger Torbau, der ursprünglich als Gartentor aus einer rundbogigen Durchfahrt bestand, die von zwei Türmen flankiert war. Um 1700 setzte man dieser Durchfahrt ein Fachwerkgeschoss auf und baute es zur Wohnung des Hoffischers aus, der für die nahgelegenen Fischteiche zuständig war. Im Jahr 2013 wurde das Gebäude durch die Tischlerinnung des Ilm-Kreises restauriert. Das Bauwerk am Wollmarkt steht auf der Liste der Kulturdenkmale in Arnstadt. Es war Namensgeber für die Fischtorbrücke, die über den westlich zu findenden Mühlgraben führt.